# 日本の改軌論争

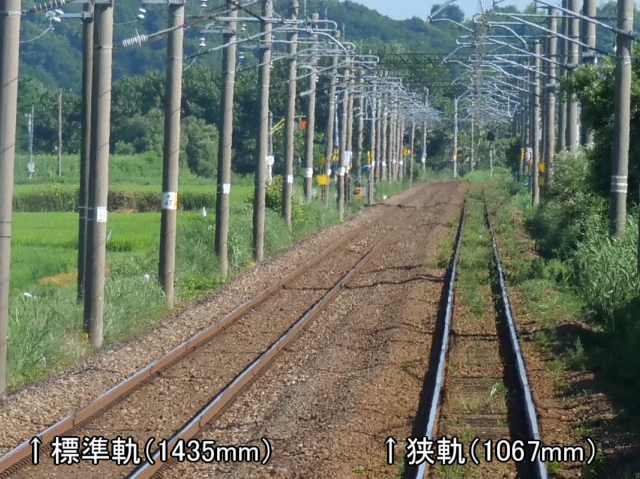
標準軌と狭軌（奥羽本線 秋田駅 - 四ツ小屋駅間）

日本の改軌論争（にほんのかいきろんそう）では、日本の鉄道の発祥時に1067mmの狭軌を採用した日本国有鉄道（国鉄）が、1435mmの標準軌へ軌間を変更しようとした一連の運動を記す。

## 概要
日本で1067mm（3ft6in、狭軌）軌間を選択した理由について「イギリスから植民地扱いされていた」や「山が多いから急曲線に強い」という説がしばしばいわれるが両説とも穴があり、前者は1860年代後半から1870年代初頭までイギリス本土でも「新規路線に限らず既存路線も狭軌化した方が経済的（既存の客車や貨車は大きすぎ重量過多で小型化した方がよい。技術革新で1067mm（3ft6in、狭軌）軌間でもこれに十分な機関車は製造できるなど。）」という説が提唱されており、例としてフェアリー式関節式機関車の開発者であるロバート・フランシス・フェアリーは1870年9月の英国学術協会の会合で「（私の機関車を使えば）西海岸本線のロンドン・アンド・ノース・ウエスタン鉄道(LNWR)の路線を4ft8in軌間から3ft軌間にしても同じ貨物輸送が可能で車両を小型化できる分コストは半分に抑えられる。」という説を上げている。
後者については、日本の路線は急曲線どころかむしろ緩やかで、幹線などの甲線の最小曲線半径は300ｍ、より低規格の乙・丙線ですら250ｍ・200ｍであり、同じ軌間の（あるいは軌間だった）ノルウェーと南アフリカの最小半径が150ｍと100ｍだが、日本の場合はこれは一番程度が低い簡易線の曲線規格になる、なお標準軌でもアメリカのボルチモア・アンド・オハイオ鉄道は黎明期の1829年にイギリスから機関車（まだ急曲線に対応できなかった）を輸入しようとした際「最小通過半径は300ヤード（275ｍ）」といわれ、これでは山越えの線路を敷けないと機関車を諦めた例がある。
また、当初導入された機関車も同じ1067mm（3ft6in、狭軌）軌間のノルウェー・クイーンズランド（オーストラリア）・ニュージーランド・インドの路線などでは動輪直径が915mm（3ft）ほどなのに対し、日本は1220mm（4ft）から1372mm（4ft6in）と大きく（機関車自体も大きい）、先従輪が付いていても固定でホイールベースが長い（一番小型の110形ですら約7mの全長で3,505mm）ことからも急曲線通過のためだけに狭軌採用ではないことが読み取れる。
ただし、以上の数値は鉄道需要が先進国を上回るようになり設定された数値である。1900年（明治33年）制定の建設規程では半径いかほどの曲線を通過しうべきかについては明示していなかったが、線路の最小曲線半径が200フィート (61ｍ。テッサに附帯の曲線）以上とされているので、この程度の曲線を通過しうるものとされた。機関車は18mm のスラックを有する半径100ｍの曲線が支障なく通過することが求められ、日本の最小曲線半径は緩やかどころか100m程度と小さい。9600形やD51を運用していた根室本線旧線では半径225.31m、181.05m、181.05m、最小179.04mの連続カーブが1966年（昭和41年）の新線開業まで残っていた。
大隈重信は、日本の鉄道の発祥時に半ば適当に外国人の意見に押される形でレール幅（軌間）を1067mm（3ft6in）と決定してしまったようなことを「ゲージ論など鉄道創業の回顧」で述べてはいるが、上記の英国における狭軌ブームや、鉄道開業に関わっていた井上勝がロンドンで留学していた時期（1863年 - 1868年）がノルウェーで1067mm（3ft6in）軌間が初めて使用された時（1862年）から間もない頃から、これによるクイーンズランドへの1067mm（3ft6in）軌間の広がり（1865年）があり、イギリス本土ではさらに狭軌のフェスティニオグ鉄道（2ft軌間）がそれまで馬力だったものが機関車導入に成功（1865年）などがあったことから「（既存路線のしがらみがない）鉄道未開発地域で始めるなら狭軌鉄道の方がよい」、「狭軌鉄道として王道は3ft6in軌間」として1067mm（3ft6in）軌間をまだ鉄道がなかった日本で標準として定めるのは自然な流れと考えられ、半世紀近くたってからの1435mm（4ft8½in、標準軌、当時は「広軌」と呼称）化案が出てからの上記のコメントは「あえていうなら」の範疇だった可能性も大きい。
その後、島国である日本は他国との直通列車による問題は起きなかったものの、輸送量が増大するに従い、1435mm（4ft8½in、標準軌）にするほうが輸送力増大につながるのではないか、あるいは1067mm（3ft6in、狭軌）のままでも軌道を強化したほうがよいのではないかという論争が何度か生じ、これが改軌論争である。

## 国鉄〜JRにおける論争史

### 軍部と井上勝
1887年（明治20年）ごろ、鉄道の輸送量が増加するに及んで、陸軍などから1435mm（4ft8½in、標準軌）への改軌を要求する「鉄道改正権議案」が提出される。これに対して鉄道局長で鉄道国有論者の井上勝は、東海道本線さえ開業していない現状では路線拡大を優先すべきとし、これをはねのけた。井上は前述のように狭軌ブームの頃のイギリスで留学していた他、鉄道建設の現場で長年働いた経験があり、拾年紀念日本の鉄道論において「ゲージのことは第一の問題なりし、予も聊か歐人の所論を研究せしが、我國の如き山も河も多く又屈曲も多き地形上に在ては三呎六吋ケージを適當とす、英國等の如く四呎八吋のケージにては過大に失し不經濟なりとの說多きを占めたり、殊に現下の勢にては廣軌にて百哩造るよりは狭軌にて百三十哩造る方國利尤多からんと予も思考したり、因て其説を隈公に進めたる事もありしが、廟議終に三呎六吋ケージを採用するに決定せられたり」と記述している

### 日清戦争後
1894年（明治27年）の日清戦争により、鉄道の輸送量はさらに増加した。1896年（明治28年）には逓信省で軌制取調委員会が発足し、改軌に要する費用とその利点・欠点などの調査が行われた。この改築にあたって参謀本部は日清戦争の賠償金を充てるとし、一刻も早い改軌を働きかけた。1435mm（4ft8½in、標準軌）だけでなく、1676mm（5.5ft）、1829mm（6ft）への改軌まで俎上に上がり、軌道や土木構築物、車両の標準規格を制定、改築後の営業収支まで細かく調査が行われた。しかし、鉄道局内に改軌論者がほとんどいなかったことと、軍部が鉄道国有化へ方針を改めたことにより実施に至らず、1899年（明治32年）に軌制取調委員会は解散した。
軍部の方針転換には輜重兵少佐・兵站監部参謀の大沢界雄の影響がある。大沢は1893年1月に兵站輸送研究のためにドイツへ渡り、1895年4月に帰国した。1898年（明治31年）7月に発表した論考『鉄道ノ改良ニ関スル意見』において、車両製造技術が向上し車両の幅を軌間の3倍近くまで拡張が可能になったこと、また、線路や貨物輸送方法の変更、鉄道職員の育成など鉄道システム全般の改革改良により1067mm（3ft6in、狭軌）のままでも輸送量増大へ対処することが可能と主張した。

### 後藤新平と原敬
日露戦争後、日本は朝鮮を領土に含め（韓国併合）、満洲に南満洲鉄道（満鉄）の権益を有するようになった。それまで朝鮮の主たる鉄道路線は1435mm（4ft8½in、標準軌）であり、満洲の鉄道は元々ロシア帝国が敷設した1524mm（5ft）の広軌であったが、後者については戦争中に日本軍が日本製車両による軍事輸送のため旅客輸送を休止し1067mm（3ft6in、狭軌）に改軌していた。満鉄成立後、朝鮮・中国との一体輸送を行う必要から（大連 - 長春）は1435mm（4ft8½in、標準軌）に改軌し旅客輸送を再開した。
1906年に成立した満鉄の初代総裁には後藤新平が就任したが、続いて鉄道国有法によって一本化された国有鉄道を経営するため、1908年（明治41年）に設立された鉄道院の初代総裁に就任した。後藤は、満洲同様に日本本土の鉄道も1435mm（4ft8½in、標準軌）に改軌する提案を打ち出し、翌1909年（明治42年）年に同じだけの輸送力がある1435mm（4ft8½in、当時は広軌と呼称）と1067mm（3ft6in、狭軌）の建設予算と営業費の調査を行い、それぞれ現状だけではなく発展性も見込んで以下の条件を付けて比較することにした。
なお、広軌2項にある「軸重20tの機関車」当時のヨーロッパにはないのでアメリカのコンソリデーション（2-8-0）を意識しているようで、当時アメリカで一番大きいコンソリデーションがテンダーを除いて重量130ｔ付近になるが、この時後藤たちが考えた機関車は軸重20tで4軸動輪ということから考えると「テンダーを入れて130t」の予定だったのようである。
一方狭軌1項の「南アフリカの機関車」は南アフリカ鉄道の1形（South African Class 1 4-8-0、クラス1）のことを指しているらしく、総重量107t（テンダー含む、機関車のみは約71t）の同機関車を3割増し（SAR 1形は軸重14.9t）を狭軌の限界と考えたようである。
1910年（明治43年）の鉄道会議で東海道本線・山陽本線などの主要14路線を1911年（明治44年）度からの13ヵ年で1435mm（4ft8½in、標準軌、当時は広軌と呼称）に改築する案が可決された。これにより、東京の市街線や東海道・山陽本線で新たに建造される建造物は、1435mm（4ft8½in、標準軌）規格で設計する通達も出された。この頃建設されていた磐越西線では、実際に平瀬トンネルが一部1435mm（4ft8½in、標準軌）の規格で建設されている。
これに対し、原敬率いる立憲政友会が横槍を入れた。政友会の基本方針は、低規格でもいいから全国に路線を張り巡らせようとする「建主改従」となっており、後藤の提案した「改主建従」と真っ向から対立していたわけだが、帝国議会で両者がぶつかり合った結果、改軌に対する予算は出さないことになってしまった。
1911年（明治44年）4月にはより低予算での改軌と、改軌線区の拡大を目指すため「広軌鉄道改築準備委員会」が政府内に発足し、審議が行われる。しかし同年8月、原敬が鉄道院総裁（内務大臣兼務）に就任したため、広軌（1435mm、4ft8½in、標準軌の当時の呼称）化計画は中止になった。
一方で、軽便鉄道法に基づいた簡易規格の私鉄（軽便鉄道）設立を奨励し、国鉄でも軽便規格の路線が建設されるなど、政友会主導による「建主改従」の鉄道整備は、いっそう推し進められていった。だが「我田引鉄」という言葉が象徴するように、山田線や大船渡線など、政治家の介入に新線建設が振り回される事例も多々発生した（鉄道と政治も参照のこと）。

### 仙石貢と大隈重信
1914年（大正3年）にシーメンス事件で山本権兵衛内閣が倒れ、大隈重信が2回目の内閣を発足させた。鉄道院総裁にこのとき選ばれた仙石貢は、立憲同志会という反政友会派政党組織の幹部であって、鉄道広軌化にも積極的に賛同していた。そのため、同年7月15日に広軌鉄道改築取調委員という、
1. 現状の狭軌（1067mm、3ft6in）を維持する
2. 狭軌（1067mm、3ft6in）のままで行くが軌道を強化する
3. 広軌（1435mm、4ft8½in）にして軌道の質はそのままとする
4. 広軌（1435mm、4ft8½in）にするのみでなく軌道も強化する

の4案について、検討調査を行わせるものを指名し、調査を開始させた。9月3日には添田壽一へ総裁が変わるものの、調査は継続された。
同年11月6日、添田は閣議において、1916年（大正5年）からの25箇年計画で、本州の鉄道を広軌に改造し、軌道も軸重20tに耐えるものにすることを提案するが、大蔵省は予算の問題で難色を示した。1916年（大正6年）の大隈内閣退陣により、調査も中断される。
この時期の大隈らによる改軌論は、政友会への弱体化を図る政策の一部ではなかったかとする見解も存在し、実行に移すつもりが実際にあったのかどうかは不透明である。

### 後藤新平と島安次郎

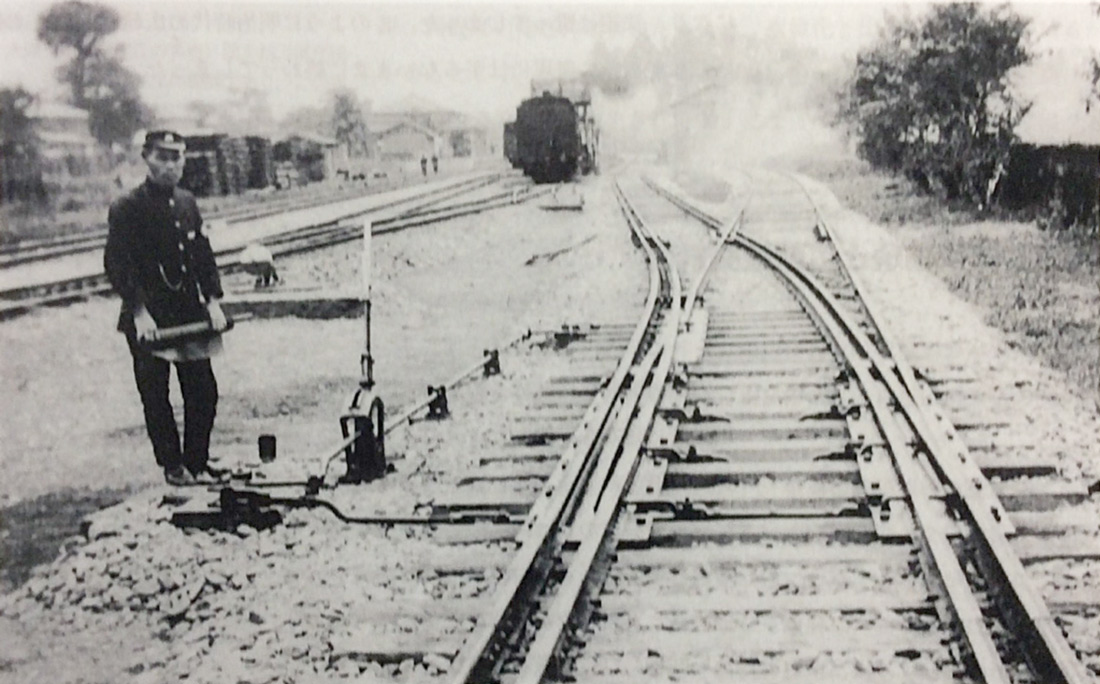
八浜線の改軌試験で四線軌条化された軌道

しかし、大隈の後を次いで内閣を発足させた寺内正毅内閣の下で、内務大臣となった後藤新平は、鉄道院総裁との兼任という形になったため、ここぞ絶好の1435mm（4ft8½in、当時は広軌と呼称）化の機会と考えた。
このころ、鉄道院の工作局長を務めていた島安次郎は、独自に改軌計画を練っていた。彼は関西鉄道の出身であったが、同社は社長の白石直治の影響もあり、1435mm（4ft8½in、標準軌）を推進する風潮が強かったのである。
後藤は島に命じ、その改軌計画を具体的に策定させた。この計画は、改軌工事開始から当面の間は標準軌用の線路を狭軌線路の横に取り付けて三線軌条とし、1435mm（4ft8½in、標準軌）化の完了後に1067mm（3ft6in、狭軌）線路を外すというもので、改軌中に列車の運休を必要としなかった。また、構造物は急曲線やトンネルなど必要最小限の箇所の改造にとどめる、車両もステップの増設と台車の改造のみで基本的には維持するという、改軌に要する期間および費用をできるだけ節減出来るものともなっていた。本州全線の改軌に要する費用は約10年、費用は約6000万円と算段された。
また、1435mm（4ft8½in、当時は広軌と呼称）化した際の当時の日本ですぐに製造できる1435mm（4ft8½in）軌間の機関車として「軌道強度をそのままで広軌化」という前提で島が設計した1435mm（4ft8½in）の広軌機関車（旅客用4-6-0・勾配用2-8-0・貨物用2-8-0の3タイプ）の図面が残っており最大軸重がいずれも14.73t、火格子面積は2.51（旅客・勾配）- 2.49（貨物）平方ｍ、シリンダ出力1,200馬力程度となっている。
これら3種類の機関車は幹線を1067mm（3ft6in)のままで強度をあげた後に実際に開発されたC53・59やD52より出力・牽引力共に小さく、また動輪直径は旅客用は1980mmと巨大だが、後の2つは1600mm・1400mmでこの時点で既に存在するなど特筆するほどこれまでと変化があるわけではないが、これについて朝倉は後に島安次郎がこの時やりたかったのは線路の強化なども一斉にやると予算と時間がかかるので、「線路の強化や車両限界の増大などは後回しにして改軌だけやり、高速走行時の安定性だけでもよくした後に線路の改良を時間をかけて行う。」という予定で「広軌改築」と言うと語弊があり、文字通りの「軌間変更」の案だったとしている。
1917年（大正6年）5月23日 - 8月5日に、八浜線（はっぴんせん、現在の横浜線）原町田駅（現在の町田駅）- 橋本駅で、途中の淵野辺駅を境に三線軌条と四線軌条の両方の方式による改軌実験が行われた。1435mm（4ft8½in）への改軌実験は、これが初めてであった。1435mm（4ft8½in、当時は「広軌」と呼称）用の動力車に2120形蒸気機関車の1台（2323号）が広軌（1435mm、4ft8½in）化され、火格子面積左右に余裕ができたので同時に火室拡張も行い、これに牽引される客貨車は同じ車体でも車輪車軸の入れ替えですぐに1435mm（4ft8½in、当時は広軌と呼称）・1067mm（3ft6in、狭軌）いずれでも運転できるようになっていた。6月16日には、後藤も現場を訪れて1435mm（4ft8½in、当時は広軌と呼称）化改造された2120形蒸気機関車に便乗している。また国鉄大井工場では、それとは別に大井工場内にプロイセンとオーストリアの国境で使用され、貨車の車輪軸を5 - 6分で交換するというブライトシュプレッヘル式車輪車軸取替装置が置かれ、1435mm（4ft8½in、当時は広軌と呼称）改築期間中に1435mm（4ft8½in、当時は広軌と呼称）と1067mm（3ft6in、狭軌）の接続場所で貨物積み替えの不便を除くためこの種の装置を使う実験も行われた。
これらの試験成績は好調で終わったため、鉄道院はこれを基に「国有鉄道軌間変更案」を作成した。試験の結果を踏まえ、具体的な改軌計画について定めた物となっていた。

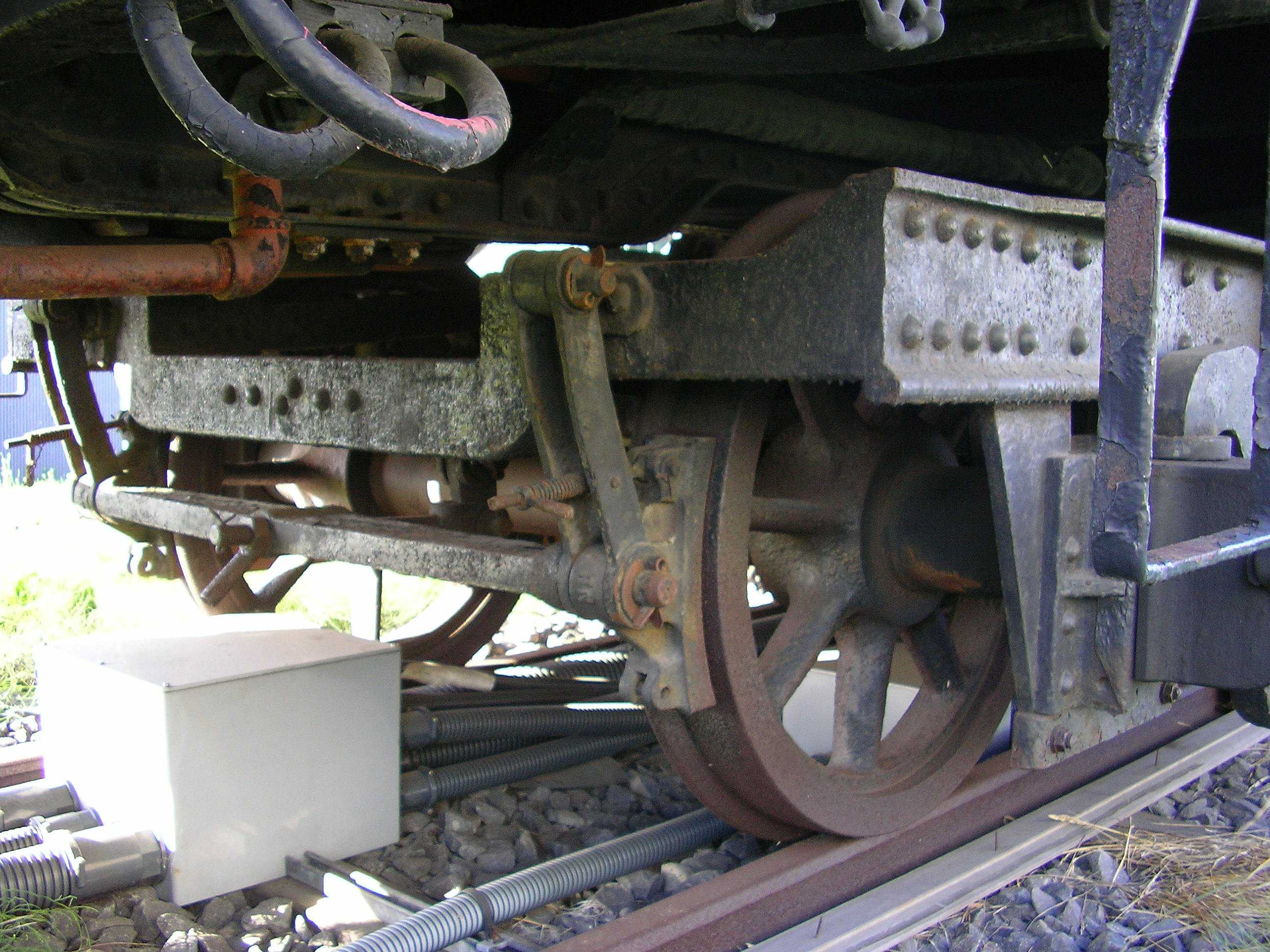
将来の改軌を見越し、車軸を長軸とした国鉄のTR71型台車。台車枠と車輪の間に余地が設けられた。

計画は総予算6447万円で、本州の約6600kmに及ぶ軌道を1919年（大正8年）4月末の播但線から順番に改軌していき、同年中に山陰本線系各線、1920年（大正9年）に関西本線・北陸本線や山陽本線、1921年（大正10年）に東海道、1922年（大正12年）に東北本線や中央本線・信越本線・奥羽本線、そして1923年（大正13年）の房総線と総武本線系各線を持って、本州における改軌が完了することになっておる。改造予定の車両は、機関車が2035両、客車が4851両、貨車が29592両だった。また、1918年（大正7年）以降に製造される客車は台車と台枠の設計を変更し、長軸台車を用いることで将来の改軌に備えた。

### 原内閣の下での中断
だが、この計画は後援者をあまり得ることができず、大蔵大臣の原はおろか、首相・蔵相や軍部さえ賛成に回らず、計画は早速頓挫した。1918年（大正7年）に起こった米騒動で寺内内閣が崩壊し、政友会の原敬が首相になると、鉄道院総裁には腹心の床次竹二郎を就任させた。床次は早速1435mm（4ft8½in、当時は「広軌」と呼称）化計画を弾圧することにし、広軌（1435mm、4ft8½in）論者で「改主建従」を標榜する者の多くを左遷した。
1919年（大正9年）2月24日の貴族院特別委員会において、床次は広軌不要の答弁を下し、ここに日本国鉄の1435mm（4ft8½in）化計画は終焉を迎えた。日本電気鉄道のように、民間で独自に1435mm（4ft8½in）鉄道を敷設する動きも上がっていたが、実るものは都市周辺の地方鉄道（新京阪鉄道、参宮急行電鉄、湘南電気鉄道など）を除いてほとんどなかった。

### 弾丸列車計画
日本の国有鉄道で、再び1435mm（4ft8½in、標準軌）による路線を新設しようという動きが出てくるのは、日中戦争の始まった1938年（昭和13年）ごろである。当時、戦争の影響で中国方面への輸送量が旅客・貨物ともに急増しており、特に東海道本線と山陽本線は国鉄全輸送の3割を占めるほどであったため、近いうちに対応ができなくなると予測されたのである。
そのため、両本線に並行して新しい幹線を敷いたらどうかという提案が出た。これには軍部も積極的に賛成したため、計画が推し進められ、1939年（昭和14年）に「鉄道幹線調査会」が発足し（7月12日官制公布、勅令）、会の調査により標準軌ないしは狭軌により別線を東京 - 下関間に敷設することが決定した。
これについては、従来路線（在来線）からの直通や部分使用が可能な利点を取り上げ、1067mm（3ft6in、狭軌）新線を敷く案も多勢であった。しかし、特別委員長に前述した広軌（1435mm、4ft8½in）論者の島安次郎が就任したことや、朝鮮や満洲の1435mm（4ft8½in）路線と鉄道連絡船（関釜連絡船）を挟んで車両航送ができること（なお、将来的には朝鮮海峡トンネルを開削し、直接直通運転を行う案もあった）を理由に、1435mm（4ft8½in）での敷設が決定する。この新線計画は内部においては「広軌幹線」や「新幹線」と呼ばれ、世間では新聞社が「弾丸のように速い」と報じたことから「弾丸列車」と言われるようになった。
1940年（昭和15年）より建設に移され、日本坂トンネルや新丹那トンネルの工事が進められた。しかし戦況の悪化で、1943年（昭和18年）に中断してしまう。島は終戦直後の1946年（昭和21年）に亡くなった。

### 新幹線の実現
その後、戦後の復興が進むにつれ、東海道本線の輸送力不足はいよいよ表面化し、弾丸列車計画のときと同様に、新線を敷設する必要に迫られた。
当初「東海道新線」と呼ばれたこの計画についても、単純に東海道本線を複々線化すればよいとか、1067mm（3ft6in、狭軌）新線にすべきだという案が出ていたが、戦前に1435mm（4ft8½in、当時は「広軌」と呼称）化計画に携わった官僚の十河信二が総裁に就任していたこと、鉄道技術研究所のメンバーが1435mm（4ft8½in、標準軌）新線ならば東京 - 大阪間の3時間運転が可能と、研究結果から生み出された構想を世間一般に発表したこと（東京 - 大阪間3時間への可能性）、それに島安次郎の息子の島秀雄が国鉄技術長に就任していたことが影響し、1435mm（4ft8½in、標準軌）高規格新線での敷設が決定した。
この計画による東海道新線は、戦前の計画の遺構を活用して建設することになり、1964年（昭和39年）に「東海道新幹線」として結実する。国鉄の1435mm（4ft8½in、標準軌）路線が実現した。
その後、山陽新幹線・東北新幹線・上越新幹線と、順次新幹線の延伸が進んだ。その後国鉄分割民営化後の新幹線増設停止時期を経て、新スキームにより、新幹線新線敷設が優先して行われる状況となっている。

### ミニ新幹線
全国新幹線鉄道整備法の枠外の地方都市の鉄道高速化の手法として、フランス国鉄の高速鉄道「TGV」を参考に、日本国有鉄道が1983年（昭和58年）10月10日から、運輸省では1986年（昭和61年）から「ミニ新幹線」方式が検討された。これは、在来線を単に新幹線と同じ1435mm（4ft8½in、標準軌）へ改軌し、車両も在来線規格、複電圧対応として、新幹線と1435mm（4ft8½in、標準軌）に改軌した在来線の間で直通運転（新在直通という）を行うものであった。
これにより、乗換えが解消され、所要時間もある程度短縮されるという利点がある一方、改軌工事期間中に在来線を運休しなければならないこと、車両の総取り換えが必要なこと、ミニ新幹線車両が走らない在来線区間との分断が新たに生じ、特に在来線貨物列車の通行が不可能になること、ただ改軌しただけでは速度もあまり速くならず、現状ではミニ新幹線区間は高規格な狭軌在来線と同じ最高130km/hであること、車両限界が在来線レベルになることなどの欠点がある。
新幹線に乗り入れて東京などの大都市に直通する列車を走らせられるという点に地方側で魅力を感じ、過去にJR西日本の伯備線やJR四国の本四備讃線（瀬戸大橋線）に対して行政側から構想が出たことがあるが、前述のような問題を無視できず、採算が取れないとわかったことなどから最終的に断念をしている。そのため全国的な普及に至っていないが、JR東日本の営業地域では1992年（平成4年）7月1日に山形新幹線（東北新幹線と奥羽本線）東京駅-山形駅間、1997年（平成9年）3月22日に秋田新幹線（東北新幹線と田沢湖線、奥羽本線）、1999年（平成11年）12月4日に山形新幹線の山形駅-新庄駅間（新庄延伸）で実現した。

### 軌間可変電車
1968年にスペインのタルゴ客車が軌間可変の実用化に成功。1998年（平成10年）、運輸省・国土交通省の施策により、タルゴを参考に新幹線と在来線との間で改軌を要さずに直通運転ができる軌間可変電車の開発が開始された。これによって改軌に関する諸問題の解決が図られることが期待された。しかし技術や耐久性、費用、重量などの問題に直面したため、2020年（令和2年）現在でも実用化の目処は立っておらず、フリーゲージトレイン活用論は下火となっている。本州側のJR（JR東日本、JR東海、JR西日本）は当初から難色を示していた。

## 私鉄における標準軌・改軌論争の影響
電気鉄道の黎明期にあたる1899年、六郷橋 - 大師間に路面電車を開業させた大師電気鉄道→京浜電気鉄道（現：大師線）は、1435mm（4ft8½in、標準軌）を採用した。国鉄の改軌が行われなかったことを尻目に、電気鉄道・路面電車・地下鉄の分野では1435mm（4ft8½in、標準軌）軌間が急速に普及した。
また、1905年（明治38年）に大阪出入橋 - 神戸雲井通間を開業させた阪神電気鉄道本線は、高速インターアーバン（都市間の高速電気鉄道）を目指し、1435mm（4ft8½in、標準軌）を採用した。ただし当時の私設鉄道法では1435mm（4ft8½in、標準軌）の路線敷設は認められず、そのため路面電車に本来適用される軌道法を拡大解釈することで路線を建設した。軌道法の監督省庁である内務省が、電鉄事業に好意的であったことも幸いした。
その後、近畿を中心に軌道法による1435mm（4ft8½in、標準軌）の高速電気鉄道が続々と開業した。
1435mm（4ft8½in、標準軌）を採用した電気鉄道の中でも、特に近畿の私鉄では高速化の技術が急速に発展しており、戦前の高速運転を象徴する事例として、京阪電気鉄道新京阪線（現：阪急京都本線）のP-6形電車が、国鉄最高の特急列車「燕」を山崎付近で追い抜いた逸話が存在する。
近畿日本鉄道は、他の近畿私鉄と同様に開業時に1435mm（4ft8½in、標準軌）を採用した大阪線・山田線などに対し、名古屋線が国鉄との貨車直通運転を前提として開業した伊勢電気鉄道を引き継ぐ形で発足して1067mm（3ft6in、狭軌）を採用していたため、名古屋から大阪・伊勢方面への直通運転ができなかった。その為、1960年（昭和35年）の改軌実施に向け1957年（昭和32年）から準備工事を開始した。その準備工事中に伊勢湾台風により名古屋線が壊滅的打撃を受け、当時の佐伯勇社長が路線復旧と同時に1435mm（4ft8½in、標準軌）化を断行した（詳細は同社の歴史を参照）。
なお改軌論争は、関東の私鉄における東京市電の1372mm（3ft6in、馬車軌間）を採用した電鉄会社が、昭和中期に地下鉄との相互直通運転を行う際の対応で苦慮した所にも見られる。その中でも都営浅草線及び京浜急行電鉄への乗り入れを実施した京成電鉄は、当初は三線軌条や四線軌条とする案も上がったものの結局は改軌することになり、1959年（昭和34年）に大規模な改軌工事を行って全線が1435mm（4ft8½in、標準軌）に改軌された。また、同じく1372mm（3ft6in）を採用した京王帝都電鉄→京王電鉄（帝都電鉄→小田急電鉄の路線を創始とし、1067mm〈3ft6in、狭軌〉を採用した井の頭線を除く）は、都営新宿線が建設される際に1435mm（4ft8½in、標準軌）への改軌を東京都や運輸省から打診されたものの、当時の急激な沿線の発展による乗客の急増に対応するのに手一杯で実現に至らず、最終的に新宿線が京王線に軌間を合わせる形で建設されることとなった。

## 日本国外での類似事例
1840年代のイギリスでは、別々に路線網を広げていた1435mm（4ft8½in、標準軌）軌間と2140mm（7ft¼in、広軌）軌間で相互通行ができず、どちらかが全面改軌すべきだという結論に至って軌間戦争（Gauge war）が発生した。最終的には広軌（2140mm、7ft¼in）側が敗れている。
ニュージーランドでは1870年に政府が「軌間は3フィート6インチ（1,067mm）に限る」という法令を出し、既存の1435mm（4ft8½in、標準軌）区間も1067mm（3ft6in、狭軌）に改軌して早期に国土全体の軌間を統一したため、鉄道連絡船を使うことで南北の島も連絡可能となった。これに対して、隣国のオーストラリアでは各州が独自に鉄道を敷き軌間を合わせなかったため、公営鉄道だけで1600mm（5ft3in）・1435mm（4ft8½in、標準軌）・1067mm（3ft6in、狭軌）軌間が混在しており、長らく直通列車が走らせられずに2010年代初頭時点でも1435mm（4ft8½in、標準軌）への改軌が続いている（現在では一応大陸横断は可能になっている）。